# Hautefage-la-Tour
Hautefage-la-Tour è un comune francese di 823 abitanti situato nel dipartimento del Lot e Garonna nella regione della Nuova Aquitania.

## Società

### Evoluzione demografica
Abitanti censiti